# IC 907
IC 907 је спирална галаксија у сазвјежђу Велики медвјед која се налази на листи објеката дубоког неба у Индекс каталогу.
Деклинација објекта је + 51° 3' 5" а ректасцензија 13h 39m 22,7s. Привидна величина (магнитуда) објекта IC 907 износи 14,5 а фотографска магнитуда 15,3. IC 907 је још познат и под ознакама UGC 8643, MCG 9-22-90, CGCG 271-55, PGC 48286.